# الخلدونية في ضوء فلسفة التاريخ
الخلدونية في ضوء فلسفة التاريخ هو كتاب فلسفي تأملي وتحليلي من تأليف الباحث والفيلسوف المغربي بنسالم حميش، صدر عن دار الطليعة للطباعة والنشر في بيروت عام 1998 في طبعتها الأولى، ويقع في حوالي 184 صفحة. يتناول الكتاب دراسة فلسفية متعمقة لفكر ابن خلدون في مؤلفه "الخلدونية"، من منظور فلسفة التاريخ المعاصرة، مع إبراز التحليل النقدي والتأملي لفلسفة العمران البشري ودورة نشوء الدول وتطورها.

## نبذة
يقدم الكتاب قراءة فلسفية معاصرة لفكر ابن خلدون في مقدمته الشهيرة، حيث يعيد المؤلف بنسالم حميش تأويل مفاهيم مثل العصبية ودورة العمران في إطار فلسفة التاريخ الحديث. يركز الكتاب على الربط بين التراث العربي الإسلامي والفلسفات الغربية في فهم التاريخ كظاهرة اجتماعية وتحليلية، مع تسليط الضوء على عمق أفكار ابن خلدون باعتبارها تمهيدًا لعلم الاجتماع وفلسفة التاريخ.

## محتوى الكتاب
ينقسم الكتاب إلى عدة فصول رئيسية تناقش:
- أهمية فلسفة التاريخ في فهم الظواهر الاجتماعية والسياسية.
- تحليل مفصل لفكر ابن خلدون في "الخلدونية".
- مقارنة بين فلسفة التاريخ عند ابن خلدون وفلاسفة الغربيين مثل هيجل وماركس.
- دراسة دور العصبية كوحدة اجتماعية محركة في نشوء الدول وصعودها وسقوطها.
- تأثير العوامل الاقتصادية والبيئية على دورة العمران السياسي.
- أهمية النقد وإعادة القراءة المعاصرة للتراث الخلدوني.

## أثر الكتاب
ساهم كتاب "الخلدونية في ضوء فلسفة التاريخ" في إثراء النقاشات الفكرية حول فلسفة التاريخ والاجتماع في العالم العربي، وفتح آفاقًا جديدة لفهم التراث العربي الإسلامي بأسلوب نقدي متطور. يستخدم الكتاب كمصدر أكاديمي في جامعات عربية، ويعتبر من المراجع الأساسية لدراسة فلسفة التاريخ في سياق الفكر العربي المعاصر.

## اقتباسات مختارة
"فكر ابن خلدون ليس مجرد تاريخ، بل هو فلسفة قائمة على فهم متعمق للعوامل الاجتماعية والسياسية التي تحكم عمر الدول وتطورها."

 — بنسالم حميش

## وصلات ذات علاقة
- بنسالم حميش
- ابن خلدون
- فلسفة التاريخ
- علم الاجتماع